# Agatarco
Para el historiador antiguo ver Agatárquidas. Para el comandante de la flota siracusana ver Agatarco de Siracusa
Agatarco (en griego antiguo: Ἀγάθαρχος, romanizado: Agatārchos) fue un pintor griego nacido en Samos, floreció a fines del siglo V a. C. y fue el autor de los frescos de la casa de Alcibíades y uno de los artistas más notables de la escuela denominada de transición del ethos al pathos. Tuvo mucho nombre por su habilidad en pintar animales.
Agatarco escribió una relación de las decoraciones y pinturas que él había ejecutado y colaboró con Esquilo en una porción de obras dramáticas, encargándose de la parte escénica de las mismas que inspiró a Demócrito de Abdera y a Anaxágoras de Clazómenas  a desarrollar las reglas de la perspectiva lineal. Vitrubio le atribuye el formulario y la preceptiva de las leyes de perspectiva en la ciencia arquitectónica, Escribió un tratado sobre la pintura de decoraciones teatrales. Fue, por tanto, el primer pintor del que se sabe que utilizó la perspectiva gráfica a gran escala, aunque aparecen casos raros de perspectiva en la cerámica griega alrededor de mediados del siglo VI a. C.
Fue contemporáneo de Zeuxis, con quien sostuvo una polémica por saber quien era mejor artista (Agatarco defendía que él, por realizar sus obras con mayor prontitud que su rival). También se dice que abrió el camino para pintores posteriores, como Apolodoro.